# Kalinin K-6
Die Kalinin K-6 war ein Postflugzeug, das von Konstantin Kalinin entworfen wurde.

## Geschichte
Es handelte sich um ein Flugzeug, das weitgehend von der vorherigen Kalinin K-5 abgeleitet war und dieselben Flügel, Leitwerke und Fahrwerke hatte. Dieses Flugzeug unterschied sich von der vorherigen durch das neue Rumpfdesign, das schlanker war und einen vier Meter langen Abteil für die Ladung (370 kg) hatte. Die Kalinin K-6 flog zum ersten Mal im Jahr 1930, blieb jedoch im Prototypenstadium, da die Massenproduktion nie genehmigt wurde.

## Technische Daten
| Kenngröße                   | Daten                                                           |
| --------------------------- | --------------------------------------------------------------- |
| Besatzung                   | 2                                                               |
| Länge                       | 11,65 m                                                         |
| Spannweite                  | 17,50 m                                                         |
| Flügelfläche                | 48 m²                                                           |
| Flügelstreckung             | 6,4                                                             |
| Leermasse                   | 1720 kg                                                         |
| max. Startmasse             | 2820 kg                                                         |
| Treibstoff- und Ölkapazität | 550 kg                                                          |
| Triebwerk                   | 1 × luftgekühlter 9-Zylinder-Sternmotor Bristol Jupiter, 310 kW |
| Höchstgeschwindigkeit       | 210 km/h                                                        |
| Reisegeschwindigkeit        | 170 km/h                                                        |
| Landegeschwindigkeit        | 75 km/h                                                         |
| Reichweite                  | 1250 km                                                         |
| Dienstgipfelhöhe            | 5600 m                                                          |